# منطقة سيوني
سيوني رمزها «SO» (بالإنجليزية: Seoni)‏ ، هو تقسيم إداري لدولة الهند تتبع ولاية مدية برديش (بالإنجليزية: Madhya  Pradesh)‏ ، مركزها هو مدينة سيوني (بالإنجليزية: Seoni)‏ عدد سكانها حسب تعداد سنة 2001 هو 1,165,893 ، مساحتها 8,758 كم² وكثافة السكان 133 لكل كم² .